# 丁常云
丁常云（1964年—），男，汉族，中华人民共和国道教人物，曾任中国道教协会副会长、上海道教协会副会长、上海钦赐仰殿管委会主任，第十一届全国政协委员。

## 生平
2008年，当选第十一届全国政协委员，代表宗教界，分入第五十一组。并担任民族和宗教委员会专委。